# Journal for Plague Lovers
| Совокупная оценка | Совокупная оценка |
| Источник          | Оценка            |
| ----------------- | ----------------- |
| AnyDecentMusic?   | 7.7/10            |
| Metacritic        | 85/100            |
| Оценки критиков   |                   |
| Источник          | Оценка            |
| AllMusic          | [ 3 ]             |
| The Guardian      | [ 4 ]             |
| The Irish Times   | [ 5 ]             |
| Mojo              | [ 6 ]             |
| NME               | 8/10              |
| The Observer      | [ 8 ]             |
| Pitchfork         | 7.8/10            |
| Q                 | [ 10 ]            |
| Record Collector  | [ 11 ]            |
| Uncut             | [ 12 ]            |

Journal for Plague Lovers (с англ. — «Журнал для любителей чумы») — девятый студийный альбом уэльской рок-группы Manic Street Preachers, выпущенный 18 мая 2009 года лейблом Columbia Records. Записанный в период с октября 2008 по февраль 2009 года и спродюсированный Стивом Альбини и Дейвом Эрингой, он содержит исключительно посмертно опубликованные тексты Ричи Эдвардса, который исчез 1 февраля 1995 года и считался умершим в 2008 году. Это единственный альбом Manic Street Preachers, в котором тексты для каждой песни были написаны исключительно Эдвардсом.

## Предыстория
На своём официальном сайте группа разместила следующее сообщение: 

Все тринадцать песен на новой пластинке содержат тексты, оставленные нам Ричи. Блеск и интеллект текстов диктовали, что мы должны были, наконец, использовать их. Темы включают «Большую одалиску» Энгра, Марлона Брандо, Гигантские стога сена, знаменитость, потребительство и дисморфию; всё это подтверждает гениальность и интеллект Ричарда Джеймса Эдвардса.
Ники Уайр, фактический автор текстов группы, начал вносить музыкальный вклад в процесс написания песен на альбоме, заявив следующее: «я написал довольно много музыки. […] Я написал от и до песню „William’s Last Words“, почти весь „Marlon JD“, написал припев для „Peeled Apples“, куплет для „She Bathed Herself in a Bath of Bleach“». Тексты песен взяты из папки с песнями, хайку, коллажами и рисунками, которые Эдвардс передал басисту/автору текстов Уайру за несколько недель до своего исчезновения. Эдвардс также передал фотокопии папки вокалисту/гитаристу Джеймсу Дину Брэдфилду и барабанщику Шону Муру. Группа описала папку фирмы «Ryman» как имеющую изображение Багза Банни, нарисованное на лицевой стороне и украшенное словом «богатство» заглавными буквами. В промо-интервью для альбома Брэдфилд и Уайр рассказали, что в папке содержится около двадцати восьми песен. Четыре из них появились на альбоме 1996 года Everything Must Go: «Elvis Impersonator: Blackpool Pier», «Kevin Carter», «Removables» и «Small Black Flowers that Grow in the Sky». Об остальной части папки, Уайр сказал: 

Вероятно, между восемью и десятью, может быть, это было слишком невозможно. Некоторые из них — маленькие хайку, четыре строчки. «Dolphin-Friendly Tuna Wars», это одно; «Alien Orders/Invisible Armies», это одно; «Young Men», что вполне соответствует Joy Division. Они просто чувствовали себя не в своей тарелке. Возможно, однажды мы опубликуем их все в книге. Journal for Plague Lovers не будет. Специальная версия пластинки действительно поставляется с оригинальной версией песен на ней. Таким образом, вы можете видеть процесс редактирования, если таковой имеется.

## Музыка и тексты песен
Несколько композиций относятся к тому времени, когда Эдвардс работал в нескольких больницах в 1994 году. Среди них «She Bathed Herself in a Bath of Bleach», о которой Джеймс Дин Брэдфилд сказал NME: «есть несколько людей, которых он встретил, когда проходил лечение в одном из двух мест, и я думаю, что он просто переварил истории и переживания других людей». Финальная композиция «William’s Last Words» сравнивали с предсмертной запиской, и хотя Ники Уайр отвергает это предположение, Брэдфилд подмечает следующими словами: «вы можете сделать некоторые довольно очевидные выводы из текста». Уайр признался, что нашёл задачу редактирования этой песни «довольно сложной». Но в итоге он сочинил музыку и исполнил ведущий вокал на ней после того, как Брэдфилд обнаружил, что не подходит для этой задачи. В альбоме есть несколько культурных отсылок, в том числе отрывок из фильма «Машинист», который звучит в песне «Peeled Apples», и отрывок, взятый из фильма «Девственницы-самоубийцы», который звучит в песне «Doors Closing Slowly».
Брэдфилд прокомментировал, что Journal for Plague Lovers была попыткой окончательно сохранить наследие их бывшего участника Ричи Эдвардса, и результатом стало то, что во время процесса записи он был максимально близок к ощущению его присутствия с момента его исчезновения: «было чувство ответственности за справедливость его слов. Это было частью всего того, что позволяло пройти достаточному количеству времени. Как только мы действительно вошли в студию, мне показалось, что мы почти стали полноценной группой; это было настолько близко к тому, чтобы он снова оказался в комнате, насколько это возможно».
Стилистически альбом отличается звучанием пост-панка и альтернативного рока, напоминающим альбом 1994 года The Holy Bible. Кэм Линдсей из «Exclaim!» провозгласил пластинку «неустанно исследовательским арт-рок-произведением».
В 2020 году в журнале «Punk & Post-Punk» был опубликован углублённый анализ текстов песен Эдвардса на альбоме, сделанный Гаем Манковски (при участии сестры Эдвардса Рейчел). Манковский пришёл к выводу, что «в текстах песен Эдвардса ряд метафор реконфигурирует податливость физического тела и расширяет концепцию того, как по отношению к нему можно применять самообразование».

## Художественное оформление
На обложке альбома использована оригинальная картина Дженни Савиль «Stare» (2005), которая также внесла свой вклад в оформление альбома The Holy Bible. Четыре лидирующие торговые сети в Великобритании продавали альбом в бумажной обложке, посчитав изображение на нём «неуместным» из-за убеждения, что красное на лице мальчика было кровью. Брэдфилд сказал, что это решение было «совершенно странным», и прокомментировал это так: 

У вас могут быть прекрасные блестящие ягодицы и оружие повсюду в супермаркете на обложках журналов и компакт-дисков, но вы показываете произведение искусства, и люди просто сходят с ума.
Обложка альбома заняла второе место в опросе «Best Art Vinyl» 2009 года.

## Выпуск и продвижение
Открывающий альбом трек «Peeled Apples» впервые прозвучал в шоу Зейна Лоу на BBC Radio 1 25 марта 2009 года. Во время интервью с Лоу Ники Уайр сказал, что с альбома не будет выпущено ни одного сингла. Песня «Jackie Collins Existential Question Time» транслировалась на XFM и Kerrang! Radio от 30 марта. Он также был размещён на официальном сайте группы.
Альбом был выпущен 18 мая 2009 года на CD, двухдисковом CD-издании (делюкс), для скачивания и на виниле. Делюкс-издание содержало второй диск с демоверсиями всех 13 композиций с альбома и 36-страничный буклет с рисунками и стихами Эдвардса. Обычная версия альбома содержала скрытый трек «Bag Lady». Японское издание альбома вышло 13 мая 2009 года и содержало 2 эксклюзивных бонус-трека. Цифровая загрузка содержала бонусный ремикс NYPC и акустическую версию заглавного трека..
Альбом вошёл в UK Albums Chart под номером 3, продав 34 707 копий за первую неделю. Он вошёл в Top 20 в Ирландии и Норвегии. На данный момент альбом получил серебряный сертификат в Великобритании.

## Список композиций
Все тексты написаны Ричи Эдвардсом, вся музыка написана группой Manic Street Preachers (Джеймс Дин Брэдфилд, Шон Мур, Ники Уайр).
| №   | Название                                                  | Длительность |
| --- | --------------------------------------------------------- | ------------ |
| 1.  | «Peeled Apples»                                           | 3:33         |
| 2.  | «Jackie Collins Existential Question Time»                | 2:24         |
| 3.  | «Me and Stephen Hawking»                                  | 2:46         |
| 4.  | «This Joke Sport Severed»                                 | 3:04         |
| 5.  | «Journal for Plague Lovers»                               | 3:45         |
| 6.  | «She Bathed Herself in a Bath of Bleach»                  | 2:18         |
| 7.  | «Facing Page: Top Left»                                   | 2:40         |
| 8.  | «Marlon J.D.»                                             | 2:50         |
| 9.  | «Doors Closing Slowly»                                    | 2:52         |
| 10. | «All Is Vanity»                                           | 3:35         |
| 11. | «Pretension/Repulsion»                                    | 2:05         |
| 12. | «Virginia State Epileptic Colony»                         | 3:25         |
| 13. | «William's Last Words» (включает скрытый трек «Bag Lady») | 10:48        |

| №   | Название                               | Длительность |
| --- | -------------------------------------- | ------------ |
| 14. | «Marlon J.D.» (NYPC's 'Wire Up' Mix)   |              |
| 15. | «Journal for Plague Lovers» (Acoustic) |              |

| №   | Название                                                                      | Длительность |
| --- | ----------------------------------------------------------------------------- | ------------ |
| 13. | «William's Last Words»                                                        | 4:17         |
| 14. | «Alien Orders/Invisible Armies»                                               | 2:36         |
| 15. | «Primitive Painters» (кавер-версия на Felt; включает скрытый трек «Bag Lady») | 10:13        |

| №                   | Название                                          | Длительность |
| ------------------- | ------------------------------------------------- | ------------ |
| 1.                  | «Peeled Apples» (Demo)                            | 2:29         |
| 2.                  | «Jackie Collins Existential Question Time» (Demo) | 2:18         |
| 3.                  | «Me and Stephen Hawking» (Demo)                   | 2:40         |
| 4.                  | «This Joke Sport Severed» (Demo)                  | 2:46         |
| 5.                  | «Journal for Plague Lovers» (Demo)                | 3:32         |
| 6.                  | «She Bathed Herself in a Bath of Bleach» (Demo)   | 2:25         |
| 7.                  | «Facing Page: Top Left» (Demo)                    | 2:00         |
| 8.                  | «Marlon J.D.» (Demo)                              | 2:30         |
| 9.                  | «Doors Closing Slowly» (Demo)                     | 2:24         |
| 10.                 | «All Is Vanity» (Demo)                            | 3:03         |
| 11.                 | «Pretension/Repulsion» (Demo)                     | 2:06         |
| 12.                 | «Virginia State Epileptic Colony» (Demo)          | 3:22         |
| 13.                 | «William's Last Words» (Demo)                     | 4:14         |
| Общая длительность: | Общая длительность:                               | 35:55        |

## Позиции в чартах
| Чарт (2009 г.)                      | Позиция в чартах |
| ----------------------------------- | ---------------- |
| Великобритания (UK Albums Chart)    | 3                |
| Бельгия/Фландрия (Ultratop)         | 69               |
| Чехия (ČNS IFPI)                    | 31               |
| Нидерланды (Album Top 100)          | 88               |
| Ирландия (IRMA)                     | 6                |
| Финляндия (Suomen virallinen lista) | 23               |
| Германия (Offizielle Top 100)       | 49               |
| Япония (Oricon)                     | 24               |
| Новая Зеландия (RMNZ)               | 35               |
| Норвегия (VG-lista)                 | 16               |
| Испания (PROMUSICAE)                | 54               |
| Швеция (Sverigetopplistan)          | 37               |
| Швейцария (Schweizer Hitparade)     | 30               |

| Регион                                                      | Сертификация | Продажи |
| ----------------------------------------------------------- | ------------ | ------- |
| Великобритания (BPI)                                        | Серебряный   | 60 000* |
| ^ Данные о тиражах приведены только на основе сертификации. |              |         |